# تشارلز يونغ (جندي)
تشارلز يونغ (بالإنجليزية: Charles Young)‏ هو جندي أمريكي، ولد في 12 مارس 1864 في Mays Lick, Kentucky ‏ في الولايات المتحدة، وتوفي في 8 يناير 1922 في نيجيريا.